# Bob Hill
Robert W. „Bob” Hill (ur. 25 listopada 1948 w Columbus) – amerykański koszykarz akademicki, występujący na pozycji rzucającego obrońcy, następnie trener koszykarski.

## Osiągnięcia trenerskie
Na podstawie, o ile nie zaznaczono inaczej.

### Główny trener
- Puchar Woch (1989)
- 3. miejsce podczas mistrzostw Włoch (1989)

### Asystent
- Udział w rozgrywkach:
  - Sweet 16 turnieju NCAA (1981)
  - turnieju NCAA (1981, 1984, 1985)
  - mistrzostw świata z kadrą Ukrainy (2014 – 18. miejsce)[2]
- Mistrzostwo turnieju konferencji Big 8 (1981, 1984)